# Jimmy Cleveland
Jimmy Cleveland, właśc. James Milton Cleveland (ur. 3 maja 1926 w Wartrace, zm. 23 sierpnia 2008 w Lynwood) – afroamerykański puzonista jazzowy.

Joachim-Ernst Berendt: Jimmy Cleveland, Curtis Fuller i Bob Brookmeyer uchodzą za trzech najwybitniejszych puzonistów z przełomu lat 50. i 60.

## Życiorys
Na puzonie zaczął grać w wieku szesnastu lat. Występował w zespole rodzinnym, a później w orkiestrze Tennessee State University.
Podczas II wojny światowej służył w U.S. Army. Odszedł z wojska w stopniu technika 4. klasy (TEC4) odpowiadającemu randze sierżanta.
Od 1950 do 1953 był członkiem big-bandu Lionela Hamptona. Następnie osiadł w Nowym Jorku i rozpoczął karierę niezależnego sidemana. W 1967 grał podczas europejskich występów w oktecie pianisty Theloniousa Monka.
Jego kariera obejmowała m.in. występy w zespołach muzycznych najsłynniejszych musicali, takich jak Zabawna dziewczyna, wystawianym na Broadwayu i Sophisticated Ladies, inscenizowanym w Los Angeles. Grał także w orkiestrach studyjnych – telewizyjnych i filmowych. Przez pewien czas występował w zespole muzycznym programu telewizyjnego The Merv Griffin Show.
Mimo że był muzykiem, któremu nigdy nie brakowało ofert pracy, swoje dochody oceniał jako niesatysfakcjonujące.  „Żeby wyżyć z jazzu” – wspominał – „musiałem podróżować. Jeździłem do Europy i Japonii, gdyż za granicą płacili pięćset dolarów” za wieczór, a w kraju sześćdziesiąt”. Ponadto przez niemal trzydzieści pięć lat za cztery utwory, skomponowane wspólnie z Quincym Jonesem, należne mu tantiemy były przekazywane na konto śpiewaka gospel, wielebnego Jamesa Clevelanda. Kiedy James Cleveland – puzonista dowiedział się, że jest mylony (zwłaszcza przy rozliczeniach finansowych) z Jamesem Clevelandem – „Królem muzyki gospel”, zaczął na potrzeby formalne posługiwać się zdrobniałym imieniem „Jimmy”.
W 1967 przeprowadził się z żoną do Lynwood w Kalifornii. Później przez pewien czas prowadził w Los Angeles  własny zespół. Oprócz jego puzonu oraz śpiewającej żony instrumentarium grupy składało się z saksofonów – tenorowego i barytonowego, tuby, trąbki, fortepianu, kontrabasu i perkusji. Grupa okazjonalnie występowała w klubie jazzowym Catalina Bar and Grill i innych miejscowych lokalach. Dawała też koncerty charytatywne.
Zmarł w wieku 82. lat. Został pochowany na National Cemetery w kalifornijskim Riverside.

### Małżeństwo
W 1953 poślubił wokalistkę jazzową Janet Thurlow (1926–1922), którą poznał w orkiestrze Lionela Hamptona. Małżonkowie byli ze sobą do jego śmierci.

## Artyści, z którymi występował i nagrywał
Cannonball Adderley, James Brown, Miles Davis, Gil Evans, Lionel Hampton, Antônio Carlos Jobim, Art Farmer, Dizzy Gillespie, Osie Johnson, Quincy Jones, Gene Krupa, Gary McFarland, Charles Mingus, Thelonious Monk, Wes Montgomery, James Moody, Gerry Mulligan, Oscar Peterson, Oscar Pettiford, Sonny Rollins, Jimmy Rushing, Shirley Scott, Jimmy Smith, Clark Terry, Lucky Thompson, Sarah Vaughan i Dinah Washington

## Wybrana dyskografia
- 1956 Introducing Jimmy Cleveland and His All Stars (EmArcy)
- 1957 Cleveland Style (EmArcy)
- 1958 A Map of Jimmy Cleveland (Mercury)
- 1959 Rhythm Crazy (EmArcy)

Zestawienie wg dat wydania płyt